# Puck (Adapter)

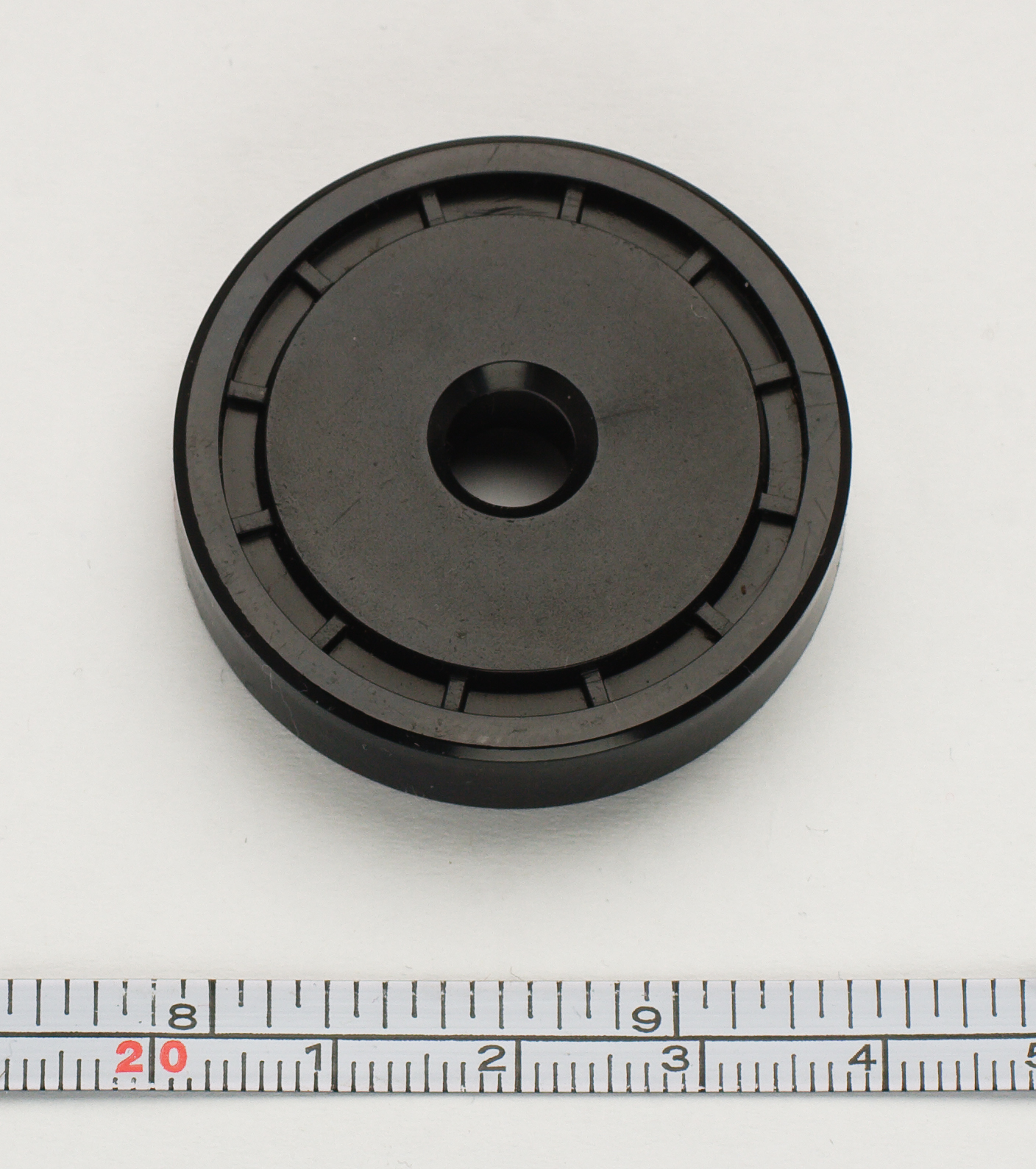
Oberseite eines Plastik-Pucks (Maßband mit oben Zoll und unten Zentimeter)

Ein Puck ist ein Adapter, der verwendet wird, um eine Single mit großem Mittelloch (1½ Zoll = 38,1 mm) auf einem Plattenspieler mit regulärem Dorn (7 mm) abzuspielen. Er hat den Durchmesser des Mittellochs und in der Mitte eine Bohrung mit jenem des Dorns. Er wird, noch bevor die Single aufgelegt wird, auf diesen gesteckt und so zentriert. Eine andere Möglichkeit sind Reduzierstücke, sogenannte „Sterne“, die in das Mittelloch geklemmt werden.
DJs verwenden insbesondere in den Bereichen Funk und Reggae häufig Singles. Damit diese beim Auflegen nicht verrutschen, gibt es verschiedene besonders schwere Ausführungen von Pucks. Diese sind den bei Plattenspielern mitgelieferten Pucks weit überlegen. Aufgrund ihres hohen Gewichts können sie jedoch bei unsachgemäßem Auflegen zum Stillstand des Plattentellers führen.

## Hintergrund
Notwendig wurden Adapter, weil zwei konkurrierende Schallplattenformate auf den Markt kamen und keines von beiden das andere verdrängen konnte: Am 21. Juni 1948 stellte Columbia Records die 12-Zoll-(30 cm)-Langspielplatte mit 33 ⅓ Umdrehungen pro Minute und kleinem Mittelloch vor. 1949 folgte RCA Victor mit der 7-Zoll-(17,5 cm)-Schallplatte mit 45 Umdrehungen pro Minute und großem Mittelloch. Erstere setzte sich in der Folge für Alben durch, die zweite als Single. Ein Grund für das größere Mittelloch der Single war ihr Einsatz in Musikboxen, der eine robuste Konstruktion erforderte.